# サンスター技研
サンスター技研株式会社（サンスターぎけん）は金属部品、化学工業品メーカーである。本社は大阪府高槻市に所在。かつて大証1部に上場していたサンスターのグループ企業である。

## 概要
サンスターグループ創業者で自転車の販売業を営んでいた金田邦夫が、タイヤ用のゴム糊と、それを充填する金属チューブを自ら製造したことが始まりであり、サンスター技研はグループの源流にあたる。
1954年当時のサンスター歯磨から分離した当初は、極東化成がレザーとゴム糊、巴産業が自転車部品、太陽チューブ工業が金属容器の製造を行っていたが、その後合併を経て、現在のサンスター技研では主に車両用部品や接着剤・シーリング材などを製造している。なおグループ創業時のサンスター自転車と共にあった自転車部品については、一時、電動アシスト自転車のモーターユニットを開発し製造販売していたものの2018年には事業譲渡し、現在では傘下のBrakingブランドで自転車用ブレーキ部品を取り扱うのみとなっている。
また、近年では光触媒技術を用いて空間除菌脱臭機にも参入している。
2005年よりグローバル展開を見据えてシンガポールに本拠地を移転し、日本は現地法人扱いとなった。

## 歴史
これ以前の歴史についてはサンスターの項目を参照のこと。
- 1954年11月 - 当時のサンスター歯磨株式会社が、太陽チューブ工業株式会社・巴産業株式会社・極東化工株式会社を再分離。
- 1959年10月 - 極東化工を「サンスター化学工業株式会社」に商号変更。
- 1961年2月 - 「サンスター商事株式会社」を設立。
- 1965年1月 - 巴産業を「サンスター金属工業株式会社」に商号変更。
- 1966年12月 - 太陽チューブ工業を「サンスターパッケージ株式会社」に商号変更。
- 1968年10月 - 「サンスター機工株式会社」を設立。
- 1969年11月 - 商事・金属工業・パッケージ・機工の4社合併により「株式会社サンスター金属」を設立。
- 1979年6月 - 「サンスター金属株式会社」の表記に商号を変更。
- 1980年12月 - サンスター化学工業を「サンスター化学株式会社」に商号変更。
- 1981年 - Sunstar Engineering Americas Inc.　をアメリカ合衆国に設立
- 1982年3月 - 化学・金属の2社合併により「サンスター技研株式会社」を設立。
- 1989年 - Sunstar Engineering (Thailand) Co.,Ltd　をタイに設立
- 1992年 - Sunstar Singapore Pte.Ltd.をシンガポールに設立
- 1993年 - Sunstar Chemical (Thailand) Co.,Ltd．をタイに設立
- 1995年 - PT．Sunstar Engineering Indonesia　をインドネシアに設立
- 2002年 - Sunstar Guangzhou Ltd.　を中華人民共和国に設立
- 2004年 - イタリアの Braking S.p.Aを買収
- 2005年 - 企業の本拠をシンガポールの Sunstar Engineering Pte. Ltd. に移す。
- 2017年 - ユーヴィックス株式会社を買収
- 2019年 - 株式会社ツバメックスを買収。　 Sunstar Engineering Europe GmbH をドイツに設立。
- 2021年 - ユーヴィックス株式会社を吸収合併
- 2024年 - トーヨーポリマー株式会社を買収

## 主な製品
- オートバイのブレーキディスク、スプロケット、チェーン
- ファインブランキング部品
- 建築向けのシーリング材および接着剤
- 自動車車体・自動車部品向けのシーリング材および接着剤
- カーエレクトロニクス・電子機器向けのシーリング材および接着剤、熱管理材
- 発泡ガスケット
- 光触媒除菌脱臭機
- 靴用補修材

## 工場
- 滋賀工場（滋賀県草津市）
- 山梨工場（山梨県南アルプス市）